# Grotta del Fico
Die Grotta del Fico ist eine Tropfsteinhöhle am Golf von Orosei an der Ostküste Sardiniens.
Im Hinblick auf die Qualität, Quantität und Unterschiedlichkeit ihrer Kalk-Konkretionen
ist sie einzigartig unter den zahlreichen Höhlen auf Sardinien.

## Geschichte
Die Grotta del Fico liegt am Fuß des Supramonte im Golfo di Orosei auf dem Gebiet der Kommune Baunei. Der Eingang liegt etwa 10 Meter über dem Meeresspiegel in der Felswand. Noch bei ihrer Ersterkundung 1957 durch die Speläologen-Gruppe Pio XI, Bologna, wuchs vor dem Eingang ein großer Feigenbaum, der der Grotte ihren Namen gab. Vor einigen Jahren entwurzelte ihn ein Bergsturz während eines schweren Wintersturms. Seine Wurzeln reichten jedoch bis ins Höhleninnere, wo noch Reste davon vorhanden sind.
Noch bis in die 1970er Jahre lebte in dieser Höhle die vom Aussterben bedrohte Mönchsrobbe (italienisch Bue Marino), denn die Höhle hat etwa sieben Meter unter dem Meeresspiegel eine Verbindung zur See.
Seit 2003 ist die Grotta del Fico eine Schauhöhle, ein etwa 445 m langer Abschnitt des Höhlensystems kann besichtigt werden. Dazu wurden Stege mit Edelstahlgeländer, Treppen und elektrische Beleuchtung eingerichtet. Zu sehen sind zahlreiche Stalaktite, Stalagmite, Stalagnate (Säulen), Orgeltürme und Sinterkaskaden. Audioguides in verschiedenen Sprachen erklären die Entstehung der Höhle und berichten über ihre Erforschung. Der größte Teil der Grotte, insbesondere die Excentriques, sind jedoch lediglich mit Kletterausrüstung im Rahmen einer Höhlenforschungsexkursion zu erforschen.

## Anfahrt
Die Grotta del Fico ist nur vom Meer her per Boot erreichbar,
der Anlegesteg liegt zwischen den Stränden Cala Mariolu und Cala Biriola.
Die Höhle ist von Ostern bis Oktober geöffnet, sofern das Wetter das Anlanden zulässt.

## Fotos

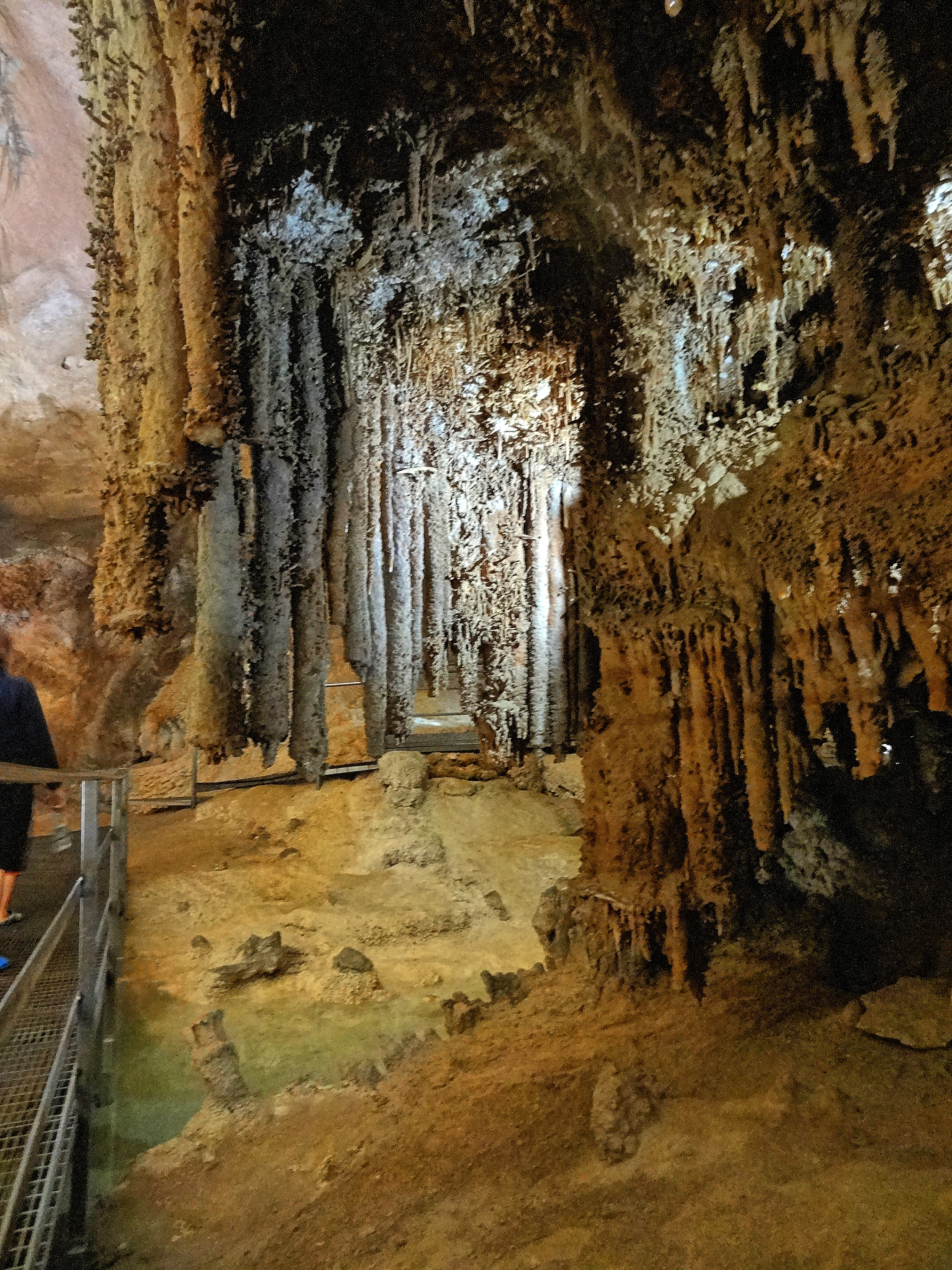
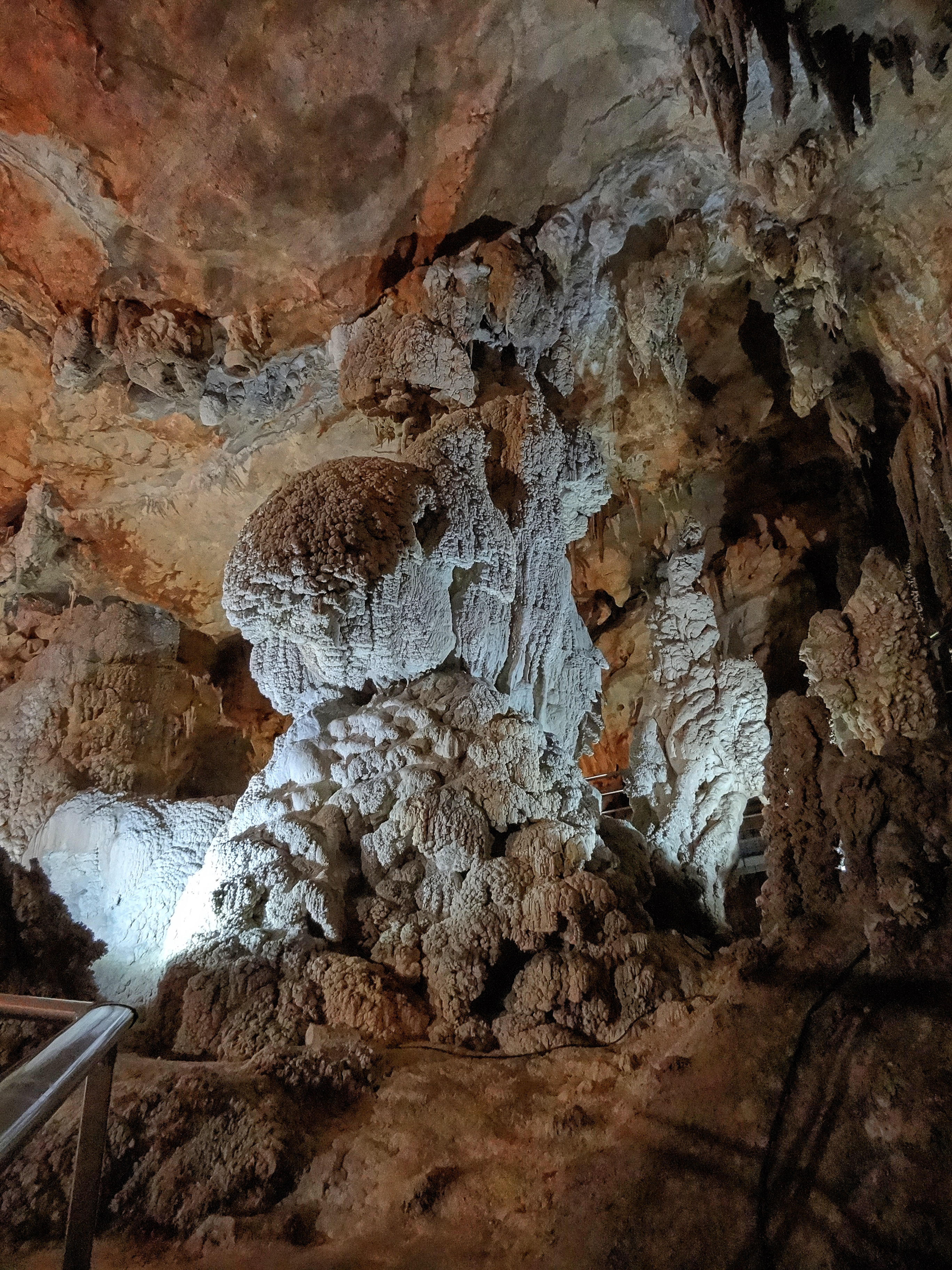
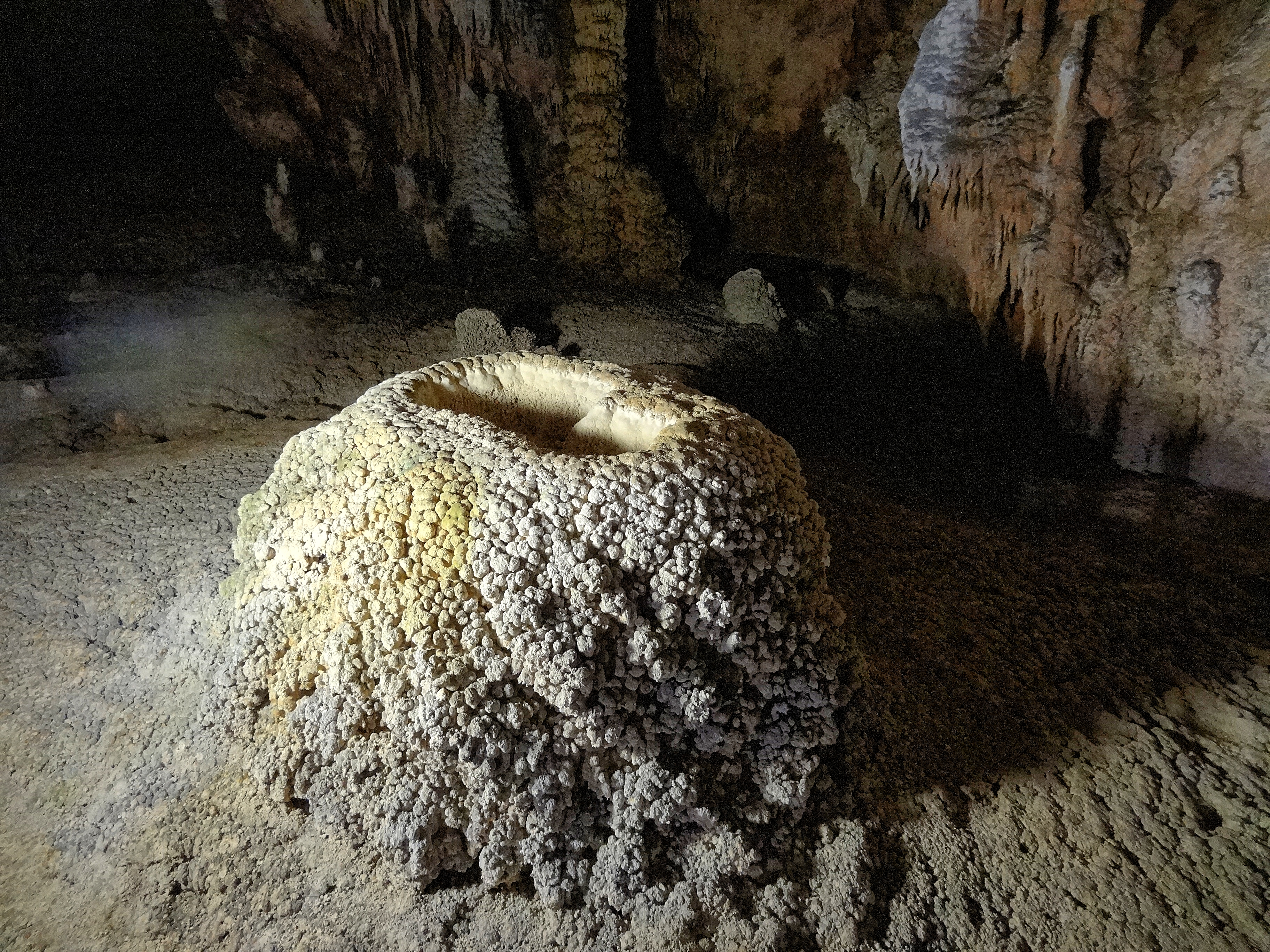
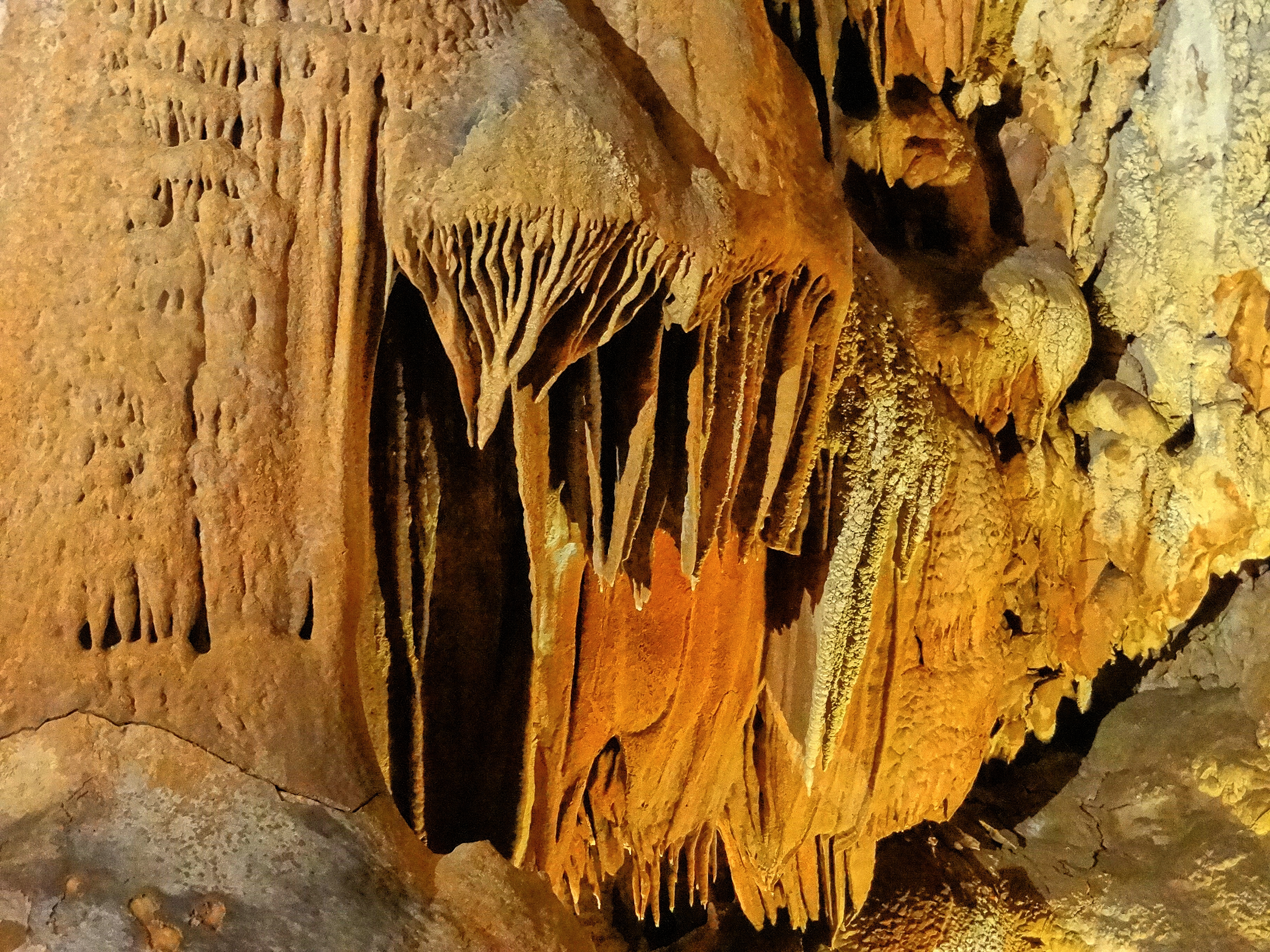
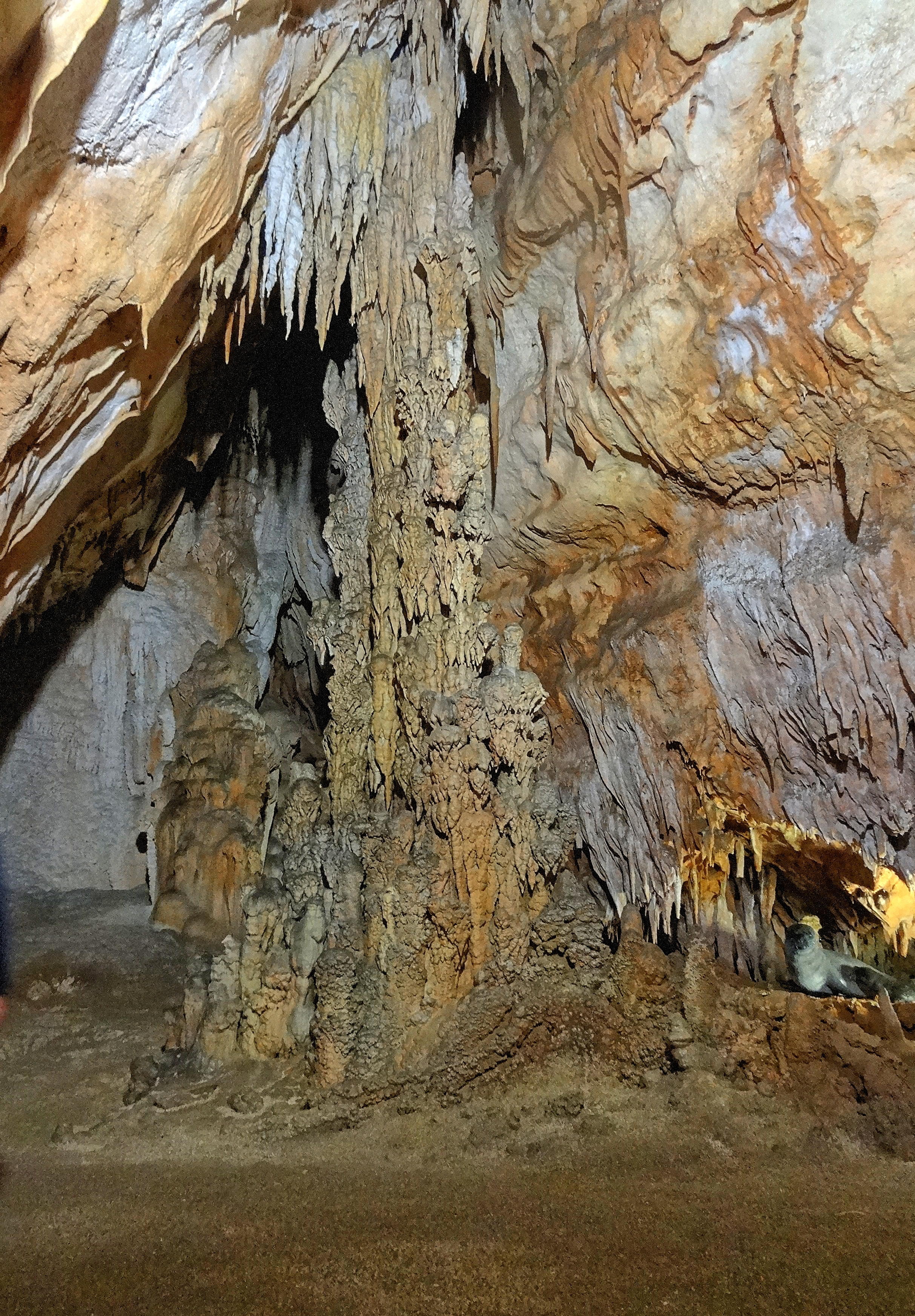
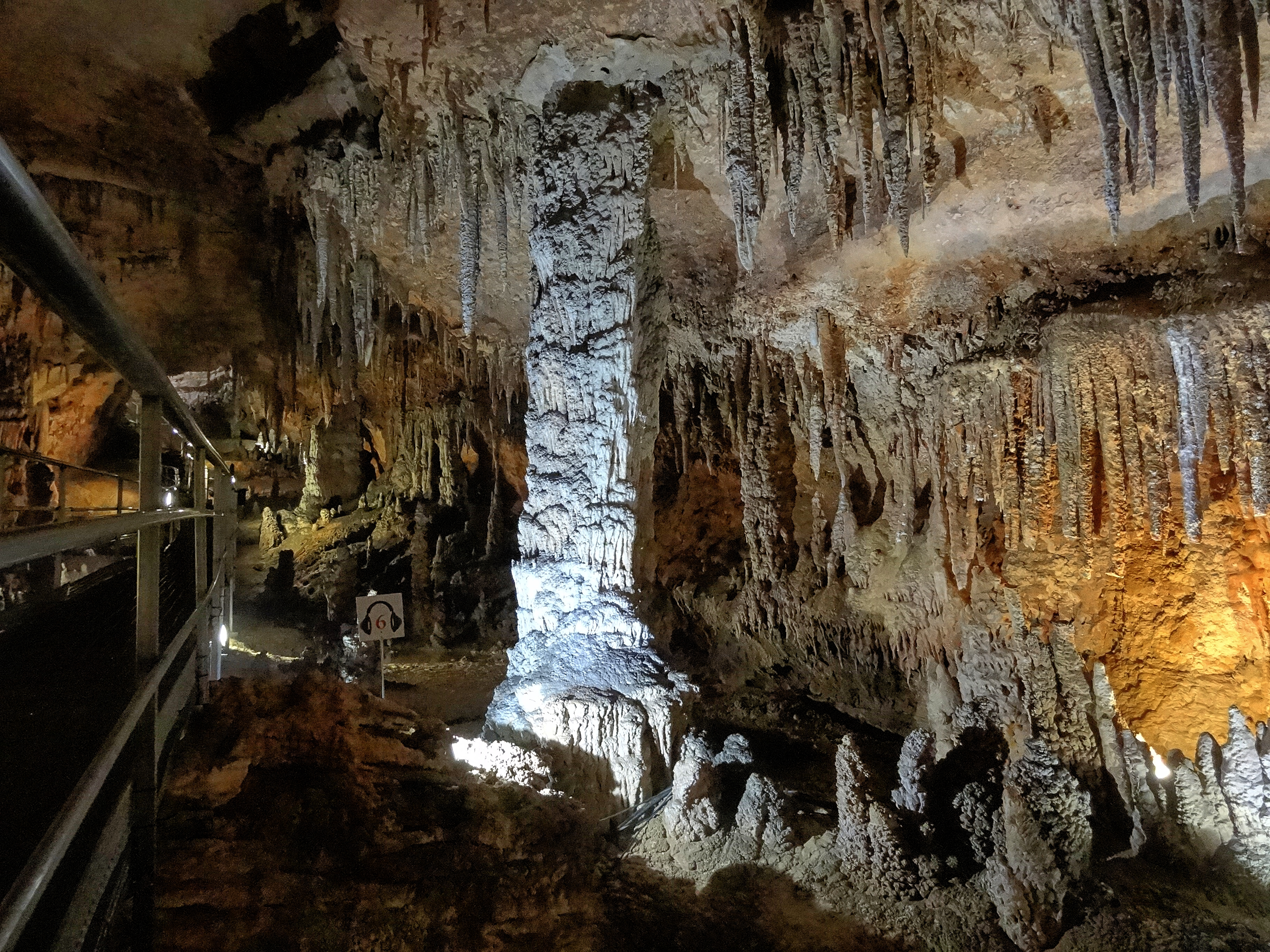
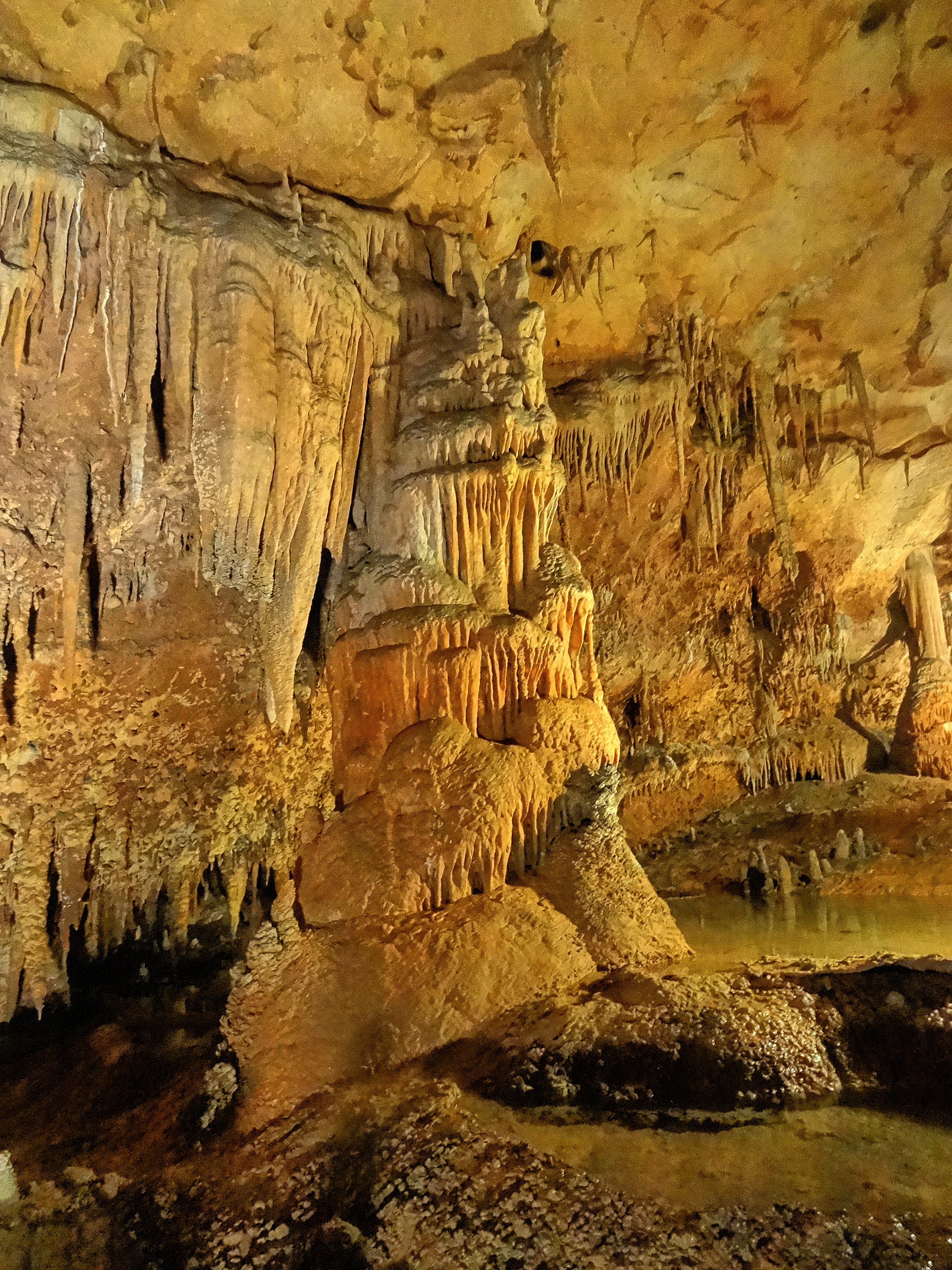
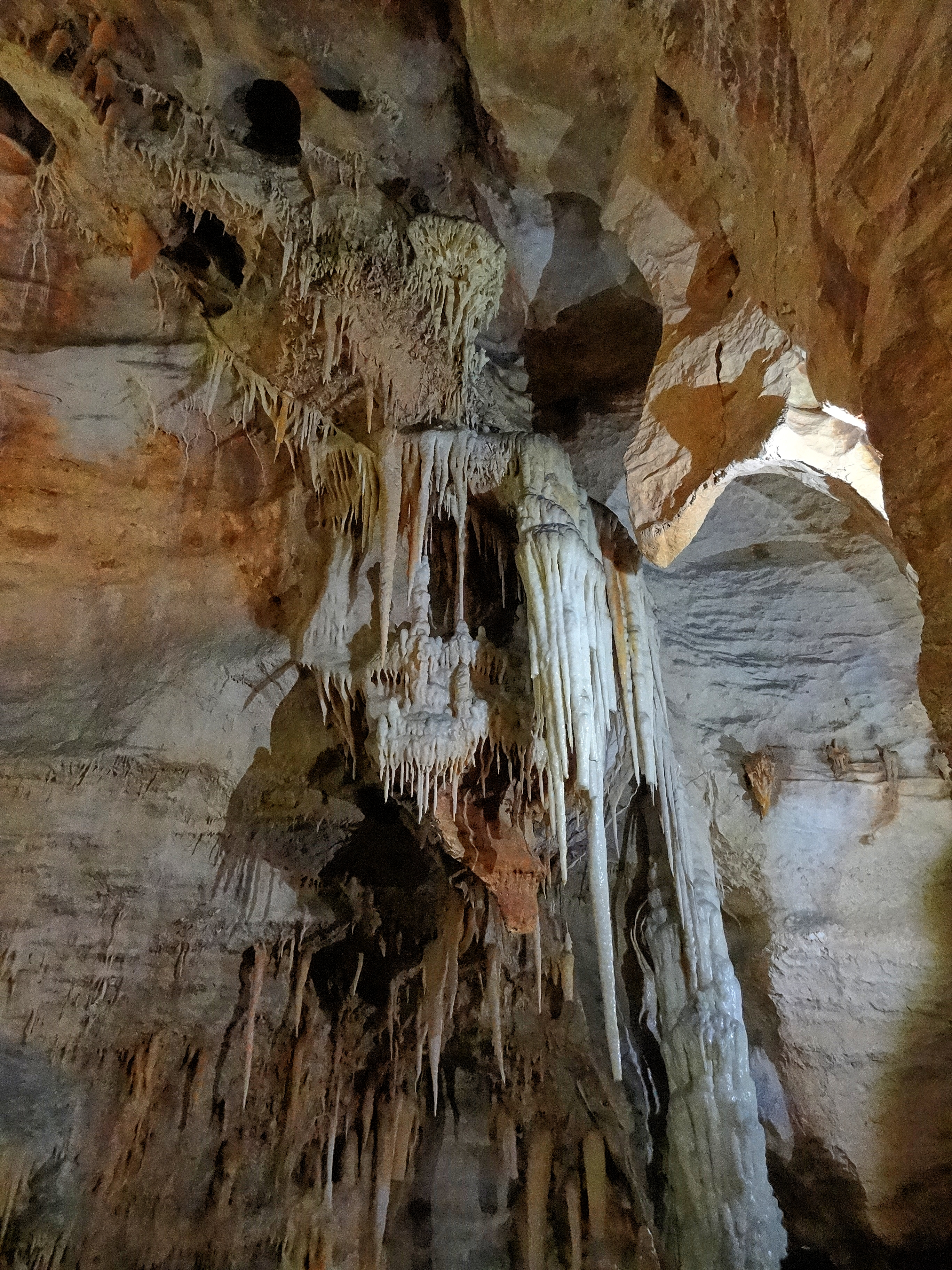
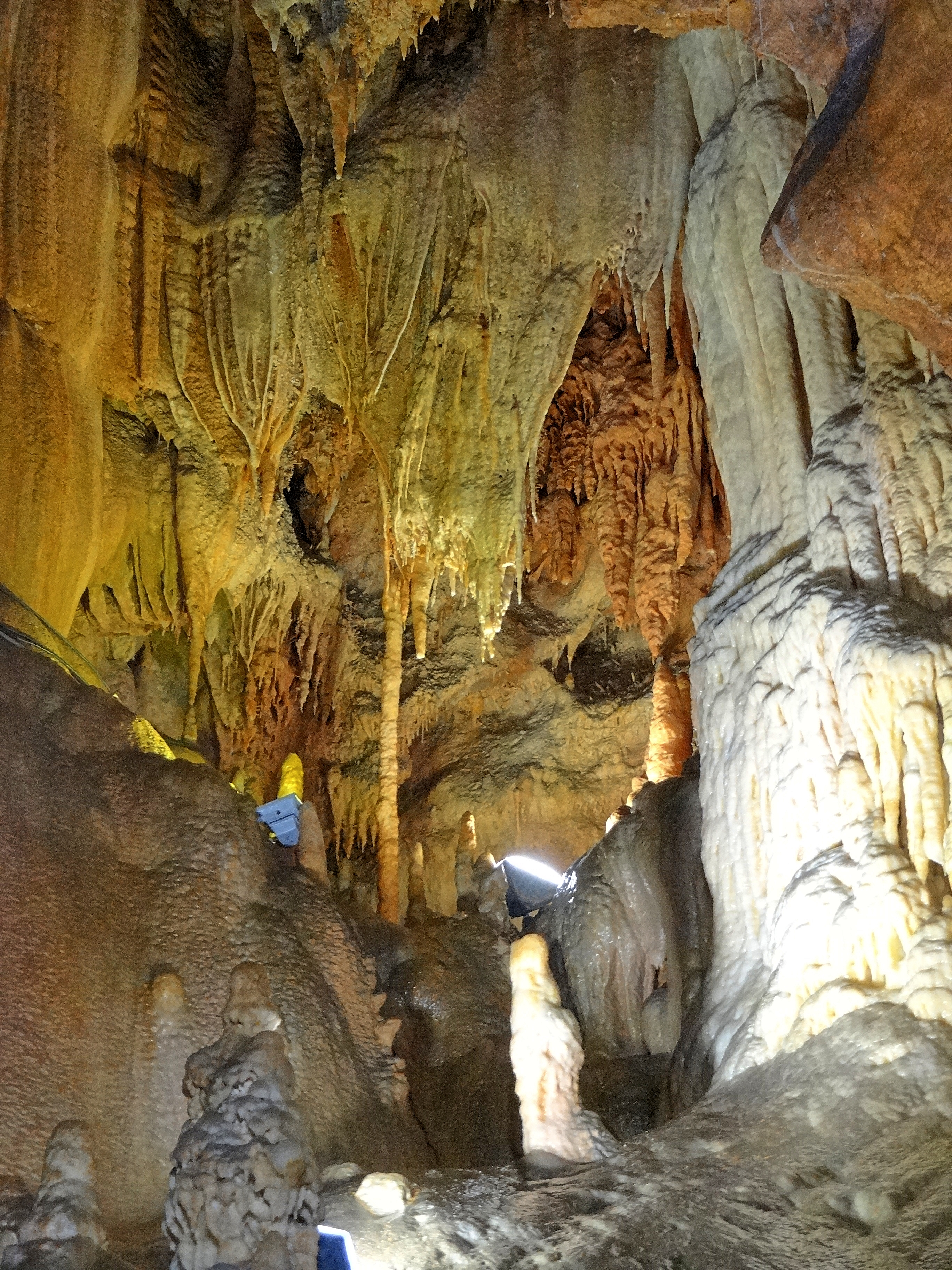
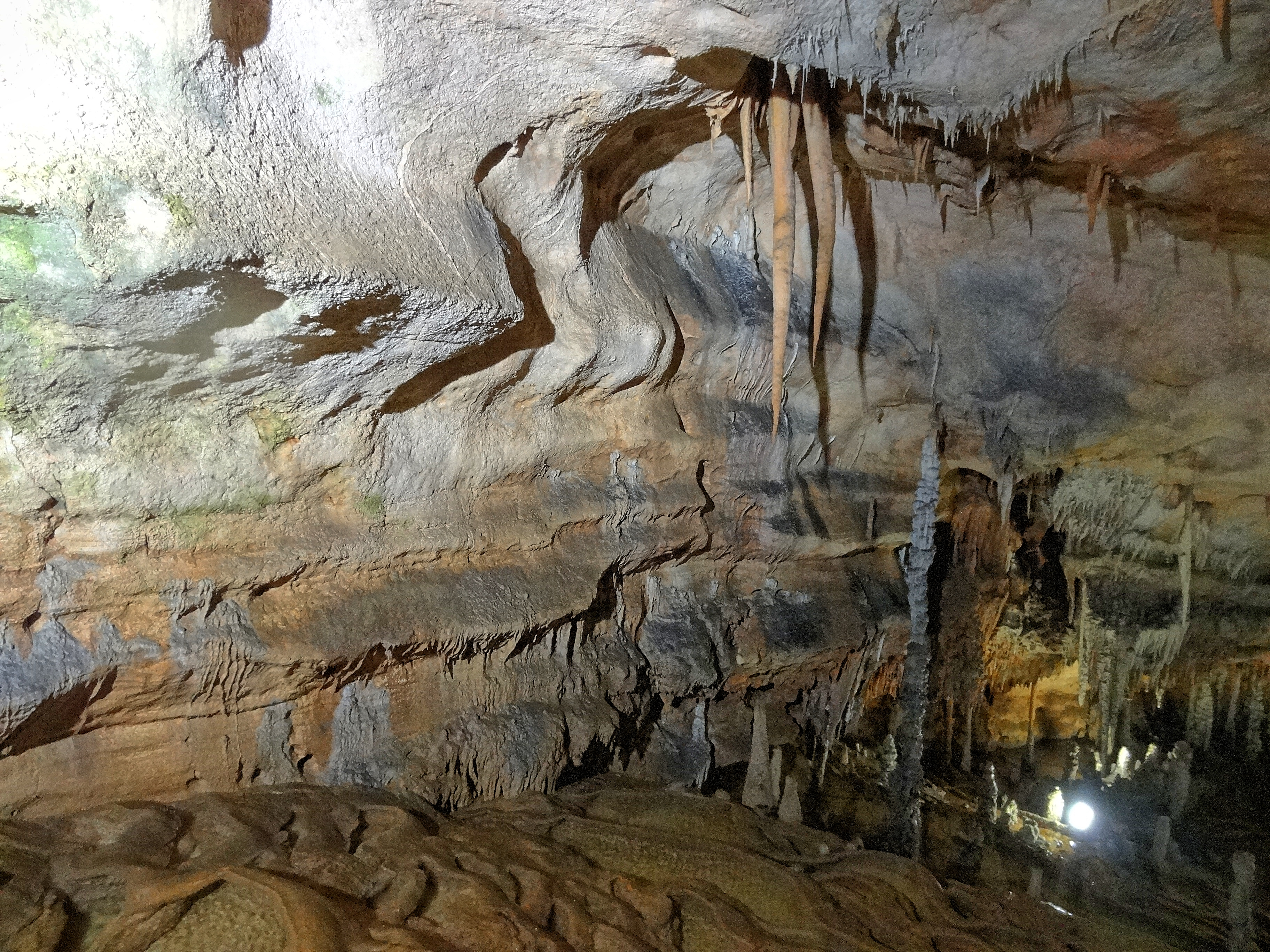
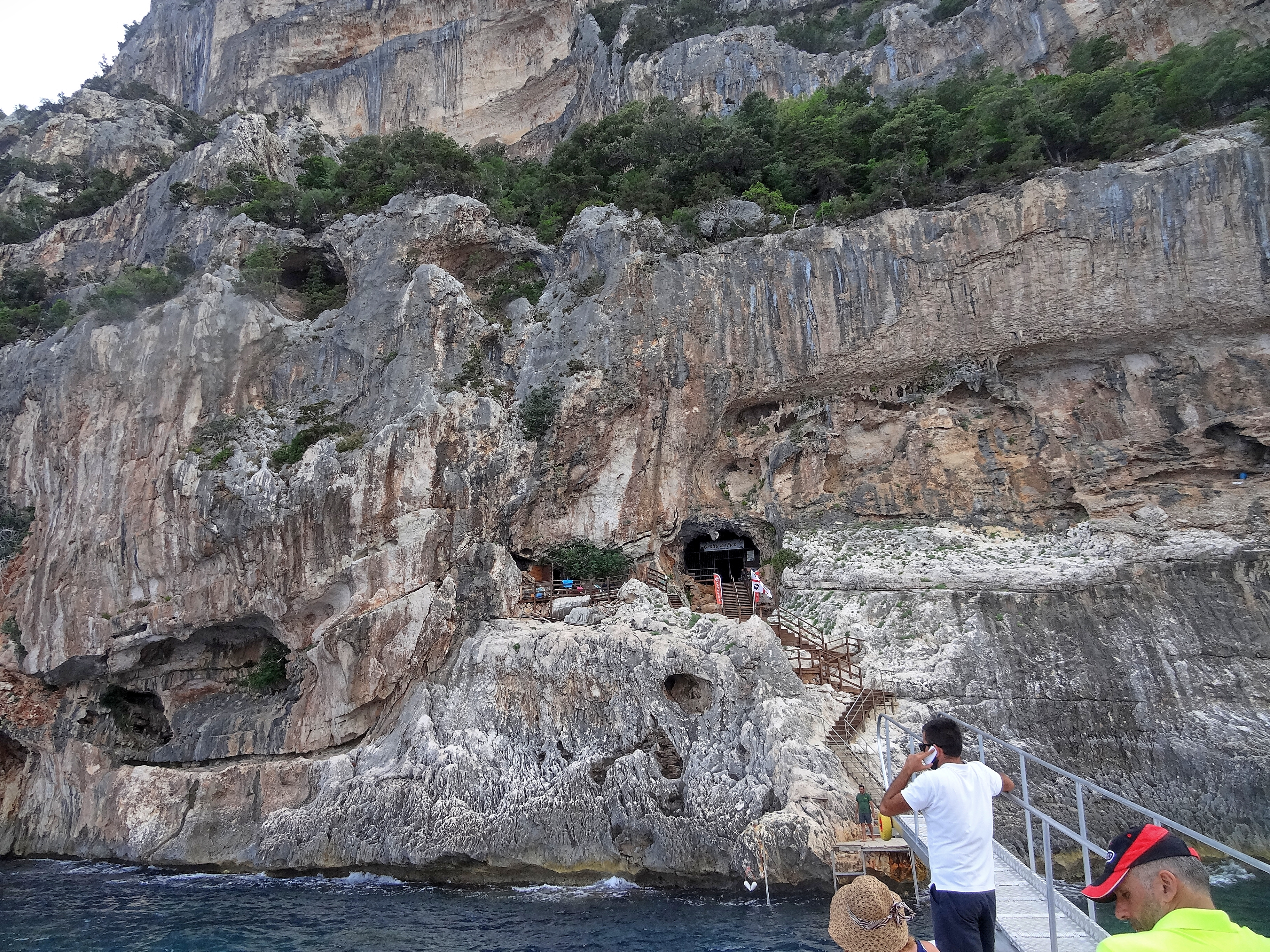